# Hemiloryma
Hemiloryma is een geslacht van rechtvleugeligen uit de familie veldsprinkhanen (Acrididae). De wetenschappelijke naam van dit geslacht is voor het eerst geldig gepubliceerd in 1973 door Brown.

## Soorten
Het geslacht Hemiloryma  is monotypisch en omvat slechts de volgende soort:
- Hemiloryma deserticola (Brown, 1973)